# Anchirithra insignis
Anchirithra insignis är en fjärilsart som beskrevs av Butler 1878. Anchirithra insignis ingår i släktet Anchirithra och familjen ädelspinnare. Inga underarter finns listade i Catalogue of Life.